# Ataque de Donetsk en septiembre de 2022
El ataque de Donetsk en septiembre de 2022 fue el bombardeo de instalaciones de infraestructura civil en la Plaza de los Comisarios de Bakú en Donetsk, capital de la autoproclamada República Popular de Donetsk, como resultado del cual, según datos oficiales prorrusos, murieron 13 personas.

## Curso de los eventos
Desde el comienzo de la guerra del Dombás en 2014, la ciudad ucraniana de Donetsk ha estado controlada por las fuerzas separatistas de la autoproclamada República Popular de Donetsk, que reclama el control de todo el territorio de la óblast de Donetsk.

## Víctimas
Según el alcalde prorruso Alexey Kulemzin, 13 personas fueron víctimas del bombardeo, incluidos dos niños. Se desconoce el número de heridos. No hubo comentarios oficiales de la parte ucraniana sobre el bombardeo.